# 希伯伦 (北达科他州)
希伯伦（英語：Hebron），是美国北达科他州下属的一座城市。根据2010年美国人口普查，该市有人口747人。2011年估计该市有人口754人，相对于2010年，增长率为0.94%。